# 커버 (음악)
커버(영어: cover)는 음악 분야에서 다른 사람이 발표한 곡을 또 다른 음악가 자신의 의도를 반영해 음악적 기법을 활용해 재연주 또는 재가창하는 것을 말한다.

## 설명
커버의 사전적 의미는 '(무엇인가를) 감싸거나 덮는 것'을 의미하는데 그 결과로 '원래의 것이 보이지 않는 상태'가 됨을 뜻한다. 음악에서는 원곡자와 똑같이 부르는 '모창(Mimicking/Imitation)', 따라부르는 '가창(Singing)과는 구분되는 음악의 한 분야로서 원곡자의 곡을 가수/음악가가 기교, 편곡, 혼합 등의 음악적 기법을 활용해 자신의 의도와 표현대로 가창/연주하는 것을 뜻한다.
서로 다른 음악 성향을 섞어 새로운 시너지를 반영하기도 한다. 요즘 유튜브가 대중화 되면서 가수, 음악가들이 '커버뮤직'을 많이 올리고 있다. '커버뮤직'은 연주자/가수가 본인의 스타일대로 얼마나 자연스럽고 예술적으로 표현 또는 창작하는지가 중요한 요소이다.
대한민국에서는 '커버'라는 용어 대신에 '리메이크(remake)'라는 말을 쓰기도 했다.
커버의 형태적 분류로는 후배가 선배의 음악을 음반으로 재연하는 '헌정음반'/'트리뷰트음반(Tribute Album)'와 음악가가 직접 타인의 음악을 오프라인/온라인에서 음악적 기법을 활용해 재연하는 형태가 있는데, 요즘엔 후자를 많이 선택하고 있다.
'커버뮤직'은 아마추어나 신인들이 자신의 음악의 꿈을 이루게 해주는 가교(다리) 역할을 한다. 최근 가장 많이 부른 커버송으로는 가황 나훈아의 '테스형'이 있다.  최근 커버송으로 스타가 된 인물로는 제이플라, 라온, 새송, 요요미(Yoyomi), BJ 류미니, 버블디아 등이 있다.
'커버음악'은 '저작권'과 깊은 연관이 있다. 재연자(커버 음악가)로부터 허락을 받았다고 '원래의 저작권'을 얻는 것은 아니다. 만약 저작권자가 아닌 사람한테서 허락을 받았으면 아무런 의미 없는 것으로 민형사상 책임을 져야 한다. 진정한 저작권자의 허락이라면 저작권법적으로 아무런 문제가 없다. 재연자를 통해 생성된 커버음악도 '2차적 저작물'에 해당하지만, 저작권을 주장하기 위해서는 전체적으로 독창성이 얼마나 반영되었는지가 중요한 판단 기준이다.
편곡, 재편곡, 작사, 작곡, 번안, 표절 등의 개념은 '커버'의 범주를 벗어나기에 관련 카테고리를 참조하자.

## 원곡 & 리메이크
- 처음 그 날처럼:《박용하》
  - 처음 만난 그 날처럼(약칭: 처음 그 날처럼)《나카모리 아키나》
- 잘못된 만남:《김건모》
  - 잘못된 만남:《김경희》
- 땡벌《최홍기》
  - 땡벌:《강옥원》
- 그런 사람 또 없습니다:《이승철》
  - 그런 사람 또 없습니다:《승희》

## 같이 보기
- 편곡
- 샘플링
- 리믹스
- 작사
- 작곡
- 번안
- 표절